# ピピッタパンコーンタップアーカート駅
ピピッタパンコーンタップアーカート駅（ピピッタパンコーンタップアーカートえき、タイ語:สถานีพิพิธภัณฑ์กองทัพอากาศ）は、タイ王国バンコク都のドーンムアン区とサーイマイ区にまたがって位置する、バンコク・スカイトレイン（BTS）スクムウィット線の駅。駅番号は「N22」。
ピピッタパンコーンタップアーカートは「タイ王国空軍博物館」の意味である。

## 概要
パホンヨーティン通りの直上に位置し、駅名が示す通り駅前に空軍博物館がある。
BTSスクムウィット線4期区間として、2020年12月16日に当駅が開業。

## 駅構造
高架式2面2線の相対式ホーム。可動式ホーム柵によるホームドア設置駅。

### 駅階層
| 3階                                |                                            |                        |
| 相対式ホーム（可動式ホーム柵有り） |                                            |                        |
| 1番線・上り■スクムウィット線       | モーチット・サイアム・サムロン・ケーハ方面 |                        |
| 2番線・下り■スクムウィット線       | イェークコーポーオー駅・クーコット駅方面   |                        |
| 相対式ホーム（可動式ホーム柵有り） |                                            |                        |
| 2階                                | コンコース                                 | 自動券売機、自動改札口 |
| 1階                                | 出入口                                     | パホンヨーティン通り   |

## 駅周辺

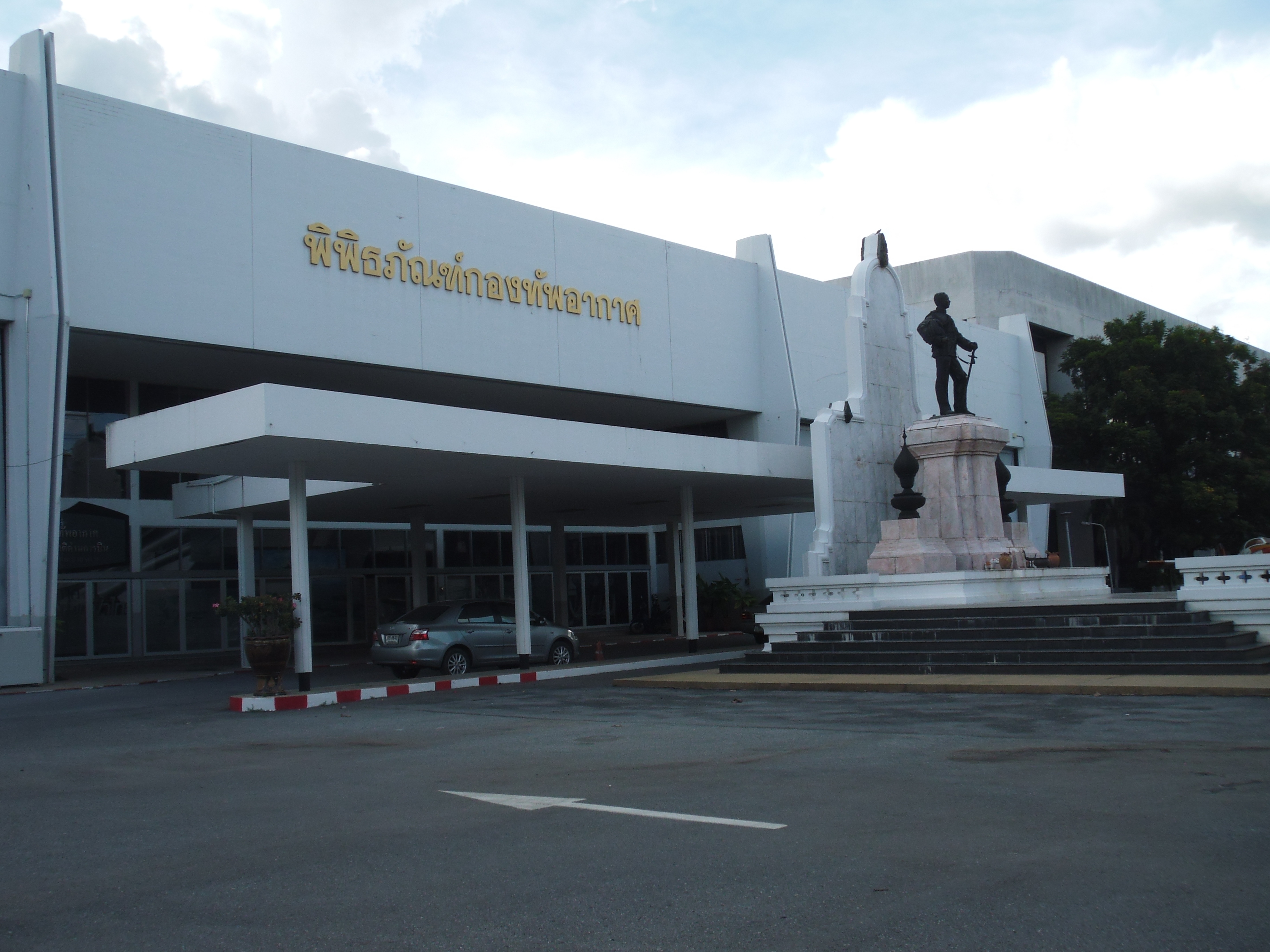
タイ王国空軍博物館

- タイ王国空軍博物館